# Caillouël-Crépigny
Caillouël-Crépigny település Franciaországban, Aisne megyében. Lakosainak száma 459 fő (2022. január 1.). Caillouël-Crépigny Béthancourt-en-Vaux, Guivry, Marest-Dampcourt, Neuflieux, Beaugies-sous-Bois, Grandrû, Maucourt és Mondescourt községekkel határos.

## Népesség
A település népességének változása:
| Lakosok száma | 273  | 379  | 457  | 415  | 432  | 435  | 438  | 442  | 447  | 459  |
|               | 1968 | 1982 | 1990 | 2006 | 2013 | 2015 | 2017 | 2019 | 2020 | 2022 |